# 程蔚东
程蔚东（1953年9月1日—），男，安徽绩溪人，生于浙江杭州，中国作家、媒体人，浙江广播电视集团原总编辑，浙江省文学艺术界联合会副主席，中国电视艺术家协会原副主席。